# (19925) 1979 QD3
1979 كيو دي 3 (ويعرف أيضًا باسم (19925) 1979 كيو دي 3 وفق تسمية الكوكب الصغير) (بالإنجليزية: 1979 QD3)‏ هو كويكب ضمن حزام الكويكبات؛ وترتيبه 19925 من حيث الاكتشاف.
اكتُشف هذا الجُرم الفلكي بواسطة Claes-Ingvar Lagerkvist ‏ في 22 أغسطس 1979.

## وصلات خارجية
- (19925) 1979 QD3 في قاعدة بيانات مختبر الدفع النفاث لأجرام النظام الشمسي الصغيرة

- الاكتشاف · مخطط المدار ·  العناصر المدارية · المعلمات المادية

- (19925) 1979 QD3 على موقع ويكي سكاي: DSS2, SDSS, GALEX, IRAS, Hydrogen α, X-Ray, Astrophoto, Sky Map, Articles and images